# Relazioni interne tedesche

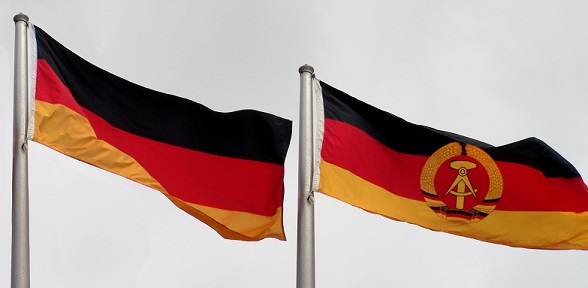
Le bandiere della Germania Ovest e della Germania Est sventolano allo Stadio Olimpico di Montréal

Le relazioni interne tedesche  (in tedesco Innerdeutsche Beziehungen) note anche come relazioni RDT-RFT o relazioni tra Germania Est e Germania Ovest o relazioni tedesco-tedesche (in tedesco deutsch-deutsche Beziehungen) furono i contatti politici, economici, culturali e umani tra la Germania Ovest (Repubblica Federale Tedesca, RFT) e la Germania Est (Repubblica Democratica Tedesca, RDT) durante la divisione della Germania in due stati separati, tra il 1949 e il 1990.
Inizialmente, le relazioni tra i due stati tedeschi erano quasi inesistenti, soprattutto a causa dell'applicazione della dottrina Hallstein, sostenuta dalla Germania Occidentale. Tuttavia, negli anni '70, l'Ostpolitik, promossa da Willy Brandt, portò a un notevole miglioramento delle relazioni tra le due nazioni. Questo progresso nella diplomazia permise la stipula del Trattato fondamentale, che regolamentò le interazioni tra i due stati e semplificò l'accesso a vari servizi per i cittadini.

## Storia

### La guerra fredda e le tensioni politiche
Alla fine della Seconda Guerra Mondiale, nel 1945, la Germania fu soggetta all'occupazione da parte delle potenze alleate, ossia la Francia, l'Unione Sovietica, la Gran Bretagna e gli Stati Uniti. La tensione emersa nel periodo postbellico tra Oriente e Occidente, nota come Guerra Fredda, condusse alla creazione di due stati tedeschi, appartenenti ciascuno a uno dei due blocchi. Nelle zone di occupazione occidentali venne fondata, il 23 maggio 1949, la Repubblica Federale Tedesca (RFT), comunemente conosciuta come "Germania Ovest", mentre la zona sotto influenza sovietica divenne la Repubblica Democratica Tedesca (RDT), conosciuta come "Germania Est", il 7 ottobre dello stesso anno. Nonostante vi fosse ancora l'aspirazione a una riunificazione tedesca, tuttavia, per un certo periodo, i rapporti tra i due paesi rimasero praticamente assenti. La Germania Ovest, seguendo la Dottrina Hallstein, sospese inoltre i rapporti diplomatici con molte delle nazioni che riconoscevano la Repubblica Democratica Tedesca, ad eccezione dell'Unione Sovietica.

### Il riavvicinamento tra Occidente e Oriente

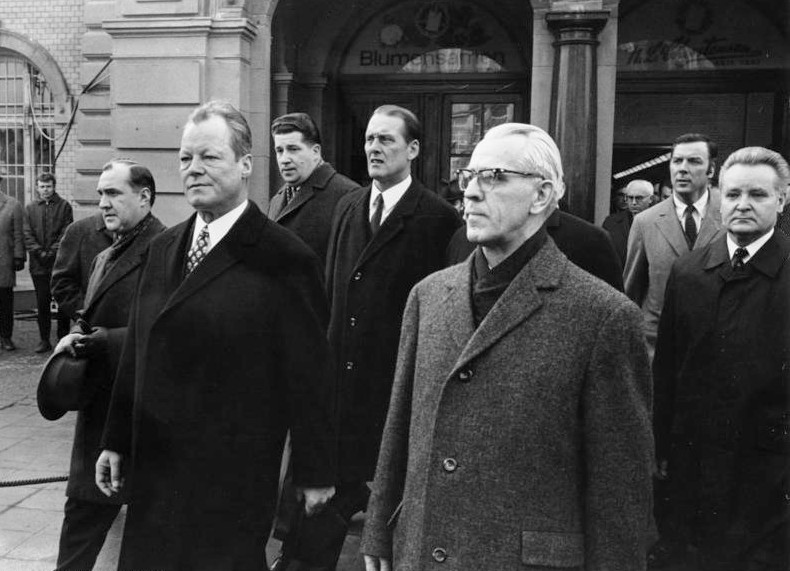
Willi Stoph a sinistra con Willy Brandt a Erfurt nel 1970. Era la prima volta che due capi di governo tedeschi si incontravano ufficialmente.

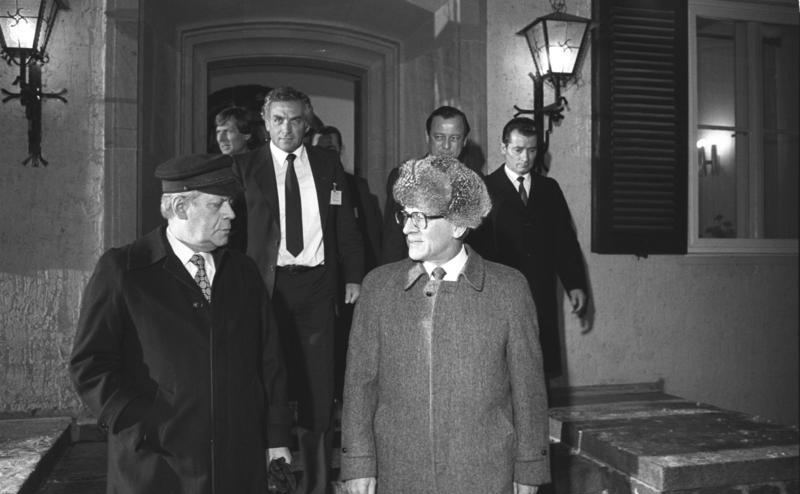
Nel 1981 seguì un nuovo vertice tra Erich Honecker e Helmut Schmidt a Berlino Est e Güstrow

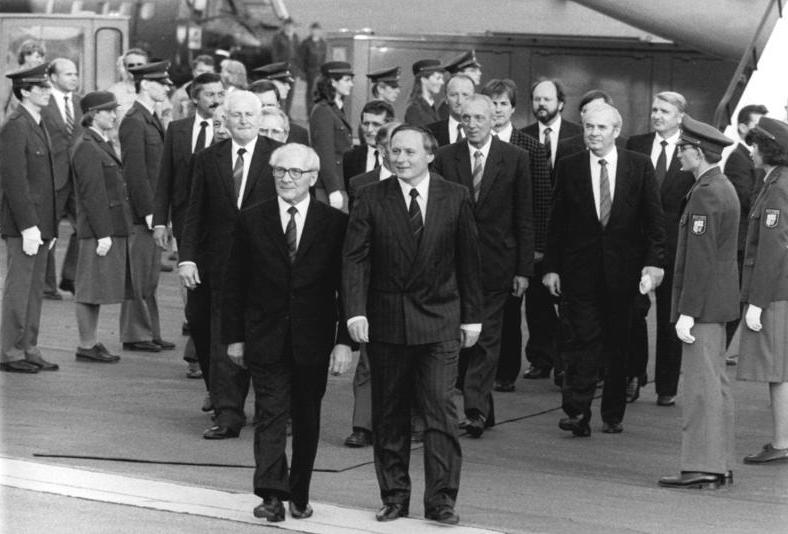
Erich Honecker fa visita in Germania Ovest nel 1987

Durante gli anni '70, con la nomina di Willy Brandt a cancelliere di un governo di coalizione social-liberale, iniziò un cambio di rotta nelle relazioni tra i paesi. Brandt, già ministro degli esteri nel governo di grande coalizione (1966-1969), iniziò a sviluppare insieme a Egon Bahr una politica di avvicinamento alla RDT e al blocco orientale. Nel 1970 si tenne a Erfurt un primo incontro diplomatico tra Brandt e il capo del governo della Germania Est, Willi Stoph. Da quel momento la Germania occidentale abbandonò la dottrina Hallstein. Nel 1972 venne firmato il Trattato fondamentale, che pose le fondamenta giuridiche e politiche per le relazioni diplomatiche tra i due Stati. Gli accordi portarono anche all'apertura di rappresentanze permanenti rispettivamente a Bonn e Berlino Est.
Nel dicembre del 1981 si svolse un vertice tra Helmut Schmidt e il leader della Germania Est Erich Honecker che non produsse un miglioramento nei rapporti tra le due nazioni.
Durante gli anni '80, furono concessi ingenti prestiti dalla Germania Ovest alla Germania Est. Tra le altre cose, il ministro presidente bavarese Franz Josef Strauß approvò un prestito miliardario.
Nel 1987 Erich Honecker fece a Bonn la prima e unica visita ufficiale di stato di un leader della Germania Est in Germania Ovest. Il momento in cui venne suonato l'inno nazionale della Germania Est, fu visto come un riconoscimento definitivo della Germania Est da parte della Germania Ovest, appena tre anni prima però della riunificazione tedesca.

### La strada per la riunificazione
Dopo la caduta del muro di Berlino il 9 novembre 1989, iniziò un totale stravolgimento politico per la Germania Est. Tale processo prese il nome di Die Wende (la svolta), e con esso il paese vide da un lato rinascere le istituzioni liberal-democratiche assenti sul territorio tedesco orientale dal 1933, e dall'altro l'adozione nel paese di un'economia di mercato. La Germania Est, economicamente in ginocchio e in pieno stravolgimento politico e sociale, scelse di riunificarsi velocemente con la Germania Ovest.
Con l'abolizione del monopartitismo, il 18 marzo 1990 si tennero le prime elezioni libere nella RDT, in cui prevalse Lothar de Maizière, futuro primo ministro conservatore (CDU), a capo di un governo di grande coalizione.
Il processo di riunificazione comportò a livello giuridico l'incorporamento della Germania Est nella Germania Ovest. A tal fine, il 18 maggio venne firmato un trattato tra i due stati tedeschi sull'unione politica monetaria, economica e sociale, entrato in vigore il 1º luglio. Prima della riunificazione, il 22 luglio 1990 fu deciso che i 14 distretti della RDT, Bezirke, fuori Berlino, avrebbero formato i nuovi 5 stati federati di Brandeburgo, Meclemburgo-Pomerania Anteriore, Sassonia, Sassonia-Anhalt e Turingia. Il 31 agosto venne firmato il trattato sull'unificazione della RFT e della RDT.
La Germania fu così riunificata il 3 ottobre 1990, quando i nuovi stati federati (corrispondenti all'ex area della RDT) e Berlino Est entrarono a far parte della Repubblica Federale Tedesca.

## Trattati tra Germania Est e Germania Ovest
- Accordo delle quattro potenze (1971)
- Accordo sui transiti (1972)
- Trattato fondamentale (1972)